# Synasellus minutus
Synasellus minutus är en kräftdjursart som beskrevs av Pedro Ivo Soares Braga 1967. Synasellus minutus ingår i släktet Synasellus och familjen sötvattensgråsuggor. Inga underarter finns listade i Catalogue of Life.